# マーテン・ラフィーバー
マーテン・ラフィーバー（Maarten Lafeber、1974年12月11日 - ）は、オランダ・アイントホーフェン出身のプロゴルファー。
2003年の「ダッチ・オープン」で優勝し、2年後の2005年に全英オープンゴルフで優勝争いに加わるなど、オランダ人のプロゴルファーとして初めて国際的な知名度を獲得した選手になる。ヨーロピアンツアーでの賞金ランキング自己最高位は25位（2005年）。

## 来歴
ラフィーバーはアマチュア選手時代の1997年、オランダ・スイス・スペインのアマチュアゴルフ選手権で優勝した。同年にプロ入りするが、最初は欧州ツアーの「クオリファイイング・スクール」（シード権獲得のための資格試験）に失敗し、1999年3月にチャレンジツアー大会のケニア・オープンで優勝した。これにより、彼は当年度のチャレンジツアーの賞金ランキング7位に入り、ヨーロッパツアーに昇格する資格（チャレンジツアー賞金ランキング15位以内）を満たして、2000年から欧州ツアーのメンバーになった。2003年10月9日-12日に故国のヒルバーサムで開かれた「ダッチ・オープン」で、ラフィーバーはオランダ人のゴルファーとして1947年のジョープ・ルール以来56年ぶりの優勝を決めた。現時点では、これが彼の唯一の欧州ツアー優勝である。この勝利により、彼は2003年度の欧州ツアー賞金ランキングで29位に入った。
マーテン・ラフィーバーが世界的な知名度を獲得したのは、2005年全英オープンゴルフでの出来事だった。「ゴルフの聖地」と呼ばれるセント・アンドルーズのR&Aゴルフクラブ（パー72）で、彼は第3ラウンドを67（5アンダー）で回り、3日目の終了時点で 6 アンダーパーの9位タイにつけた。ラフィーバーを含めた11人の選手がこの位置につけ、彼は世界のゴルフファンにも「オランダ人のプロゴルファー」の存在を印象づけたが、最終ラウンドは77（5オーバー）とスコアを崩し、1 アンダーパーの41位タイで競技を終えた。（オランダ語版ウィキペディアのノートによれば、全英オープンの活躍までは、彼の生年月日についてオランダ国内文献でも記述の相違があったという。）
ラフィーバーはその後もプロゴルファーの非常に少ないオランダで、当地の第一人者として活動を続けている。チーム戦のワールドカップゴルフには1999年・2001年・2004年・2005年・2007年の5度出場しており、2001年11月のワールドカップで来日したこともある。